# الحرب القيسية اليمانية (793-796)
حرب قيس واليمن (المعروفة أيضًا باسم حرب البطيخ ) هي موجتا معارك حصلت في بين عامي 792 و793 و796، وقعت في فلسطين وشرق الأردن بين الاتحاد القبلي العربي الشمالي مُضر، المعروف أيضًا باسم نزار أو قيس، والاتحاد القبلي الجنوبي اليمان وحلفائهم العباسيين. ربما بدأ الصراع في وقت مبكر يعود إلى عامي 787/788، على الرغم من أن اندلاع الحرب على وجه التحديد يعود إلى عامي 793 و796. اندلعت بعض أعمال العنف من الغزاة البدو في صحراء الخليل أيضًا في عام 797، على الرغم من أنه ليس من الواضح ما إذا كان هذا مرتبطًا بشكل مباشر بالصراع القيسي اليماني.

## الخلفية
في القرن الثامن، كانت فلسطين والأردن تعملان كمنطقتين إداريتين: جند فلسطين وجند الأردن. امتدت جند فلسطين من رفح إلى اللجون، وشملت جزءًا كبيرًا من السهل الساحلي لفلسطين، بما في ذلك السامرة وجبل الخليل، في حين كانت جند الأردن تتكون من الجليل وجبل عامل ومعظم شرق الأردن (شرق نهر الأردن). كانت كلتا المنطقتين جزءًا من ولاية بلاد الشام الأكبر في عهد الخلافة العباسية. ضم العباسيون بلاد الشام بعد هزيمة الأمويين في عام 750. وانتقلت عاصمة الخلافة بعد ذلك من دمشق إلى بغداد، فخسرت فلسطين بالتالي مكانتها المركزية في الدولة، وأصبحت منطقة نائية لم تكن شؤونها تخضع للمراقبة أو التنظيم الدقيق كما كانت. كان العباسيون يواجهون أيضًا صعوبات في قمع التمردات في جميع أنحاء الخلافة في وقت الأعمال العدائية بين القبائل في فلسطين. سكنت قبائل عربية مختلفة مناطق فلسطين والأردن وشكلت اتحادات. ويمثل فصيل مضر (ويشار إليه أيضًا باسم قيس أو نزار)، بقيادة أمير بن عمارة المري، القبائل الشمالية، بينما يمثل الفصيل اليماني القبائل الجنوبية. وكان إبراهيم بن صالح، حاكم بلاد الشام وابن عم الخليفة المهدي، يتعامل بانتظام مع شؤون جند فلسطين. وكان هو ومساعده إسحاق بن إبراهيم يميلان إلى تفضيل قبيلة اليماني في نزاعاتها مع مضر.
وفقًا لرواية مصدر مسيحي من ذلك الوقت، اشتدّن الاشتباكات في مدن غزة وبيت جبرين وعسقلان في جند فلسطين وسريفايا في جند الأردن في عام 788، أو في عهد البطريرك إلياس الثاني المقدسي [الإنجليزية] (في المنصب من 770 إلى 797)، أثناء الأعمال العدائية بين العباسيين وقوة من المتمردين بقيادة يحيى بن إرميا، وهو يهودي من شرق الأردن.

## الحرب

### الموجة الأولى
وفقًا للمؤرخ الطبري في القرن التاسع، بدأت الاشتباكات بين القبائل العربية في فلسطين في عام 790/91، بينما كتب ابن تغري بردي في القرن الخامس عشر أن الصراع بدأ في وقت مبكر من عام 787/88. وأكد بطريرك السريان الأرثوذكس في القرن الثاني عشر، ميخائيل السرياني، والمؤرخ ابن الأثير في القرن الثالث عشر أن الصراع بدأ في عام 792/93. وبحسب الأخير، بدأت الأعمال العدائية في أعقاب حادثة جاء فيها أحد أفراد قبيلة بني القين الشمالية لطحن قمحه في موقع بمنطقة البلقاء في شرق الأردن وسرق الكوسا والبطيخ من أحد أفراد القبيلة الجنوبية (إما من قبيلة بني جذام أو بني لخم). وأصبحت الخسائر كبيرة مع انضمام القبائل العربية من مرتفعات الجولان وجند الأردن إلى الحرب كحلفاء للتحالف اليماني. انتهى الصراع وهدأ العنف بحلول 29 كانون الأول 793، بعد التدخل الحاسم من الخليفة الجديد هارون الرشيد وإخوته.

### الموجة الثانية
وفي عام 796م اندلعت المعارك بين قبيلتي مضر واليمان مرة أخرى لأسباب غير محددة. يفترض المؤرخ موشيه جيل أن قبائل مضر الشمالية هي التي بدأت الأعمال العدائية وأن تركيز هجماتها لم يكن مُوجهًا ضد الاتحاد اليمني فحسب، بل ضد الدولة العباسية نفسها. اعتبر هارون الرشيد هذا الأمر تمردًا، فأرسل جيشًا كبيرًا بقيادة جعفر بن يحيى البرمكي لقمع الثورة. اندلعت معارك بين الجانبين في أنحاء فلسطين، وفي إحدى المواجهات الكبرى قرب القدس كتب ابن الأثير أن 800 رجل من قبيلة اليمان قتلوا، بينما قُتل 600 (أو 300) رجل من قبيلة مُضر. وفقًا لمصدر مسيحي يعود إلى القرن العاشر، عانى أحد الجانبين من مقتل 80 شخصًا والجانب الآخر من مقتل 60 شخصًا؛ وكان من ضمن أحد الجانبين بعض المسيحيين العرب. وبحسب جيل، فإن البرمكي "سحق المتمردين بيد من حديد وسفك الكثير من الدماء". وعين البرمكي عيسى بن العكي مُمثلًا له في كامل بلاد الشام، بينما عين صالح بن سليمان مُمثلًا له في البلقاء. وبذلك حصلت جُند الأردن، التي كانت تخضع عادة لسلطة حاكم دمشق، على إدارة منفصلة. وكان ذلك نتيجة لاعتقاد البرمكي أن شرق الأردن كان مركز التمرد.

## النتائج
أعيد تعيين الحاكم العباسي لجند فلسطين، هرثمة بن أعين، في مصر في عام 796. خلال الحرب وبعدها، انتشرت الفوضى على نطاق واسع في فلسطين. بالإضافة إلى ذلك، أصبحت الطرق الرئيسة في المنطقة غير سالكة بسبب وجود مجموعات بدوية معادية. كانت بعض اللصوص مستفيدين من فوضى الاشتباكات وقد أرادوا السرقة من الأديرة المسيحية في صحراء الخليل، ولكن السلطات الحكومية العباسية منعتهم من ذلك، ولكن الفراغ الأمني للاضطرابات عرّض بعضهم للسرقة مثل دير القديس شاريتون في 20 آذار 796 أو 19 آذار 797، وقد ورد أن 20-28 راهبًا في دير مار سابا دخلوا في اشتباكات لمنعهم، وتعرض حوالي 100 راهب على الأقل للاشتباك. كما تعرضت أديرة القديس كيرياكوس والقديس ثيودوسيوس والقديس أوثيميوس أيضًا لغارات سرقة.

## طالع أيضًا
- معركة مرج راهط (684)
- قبائل قيس واليمن

## فهرس
- Gil، Moshe (1997) [1983]. A History of Palestine, 634–1099. ترجمة: Ethel Broido. Cambridge: Cambridge University Press. ISBN:0-521-59984-9. {{استشهاد بكتاب}}: يحتوي الاستشهاد على وسيط غير معروف وفارغ: |chapterurl= (مساعدة)
- Levy-Rubin، Milka؛ Kedar، Benjamin Z (2001). "A Spanish Source on mid-Ninth Century Mar Saba and a Neglected Sabaite Martyr". في Patrich, Joseph (المحرر). The Sabaite Heritage in the Orthodox Church from the Fifth Century to the Present. Peeters Publishers. ص. 63–83. ISBN:978-90-429-0976-2.
- Levy-Rubin، Milka، المحرر (2002). Continuation of the Samaritan Chronicle of Abū'l-Fatḥ Al-Sāmirī Al-Danafī. Darwin Press. ISBN:9780878501366.
- Linder، Amnon (2007). "De Plaga que facta est in Hierusalem eo quod Dominicum diem non Custodiebant: History into Fable?". في Shagrir, Iris؛ Ellenblum, Roni؛ Riley-Smith, Christopher (المحررون). In Laudem Hierosolymitani: Studies in Crusades and Medieval Culture in Honour of Benjamin Z. Kedar. Ashgate Publishing Limited. ص. 3–29. ISBN:978-0-7546-6140-5.